# アフロアジア
アフロアジア (Afro-Asia) は、アフリカとアジアの合成語。アフラジア、アフラシア (Afrasia)。
意味はいくつかある。
- アフリカとアジア
- アフリカとアジアの境界付近。北アフリカと西アジア。広義の中東。
- アフラジアまたはアフラシアと言った場合に限り、アフリカとユーラシア。旧大陸、アフロユーラシアに同じ。

## アフロアジア等を含む言葉
- アフロ・アジア語族
- アフロアジア選手権・アフロアジアクラブ選手権
- アジア・アフリカ会議